# زبان کوتنی
زبان کوتنِی یا زبان کیوتنه‌آی (انگلیسی: Kutenai language) (‎/ˈkuːtəneɪ, -i/‎) (‎/ˈkuːtəneɪ, -niː/‎) یا کوتنی Kootenai، کوتنی Kootenay، کتوناها Ktunaxa و کسانکا Ksanka زبان مادری مردم کوتنی مونتانا و آیداهو در ایالات متحده و بریتیش کلمبیا در کانادا است. این زبان معمولاً به عنوان یک زبان تک‌خانواده در نظر گرفته می‌شود که با خانواده زبان‌های سالیش که توسط قبایل همسایه در ساحل و فلات داخلی صحبت می‌شود، ارتباطی ندارد. کوتنی‌ها همچنین به زبان اشاره ʔa·qanⱡiⱡⱡitnam، کتوناها صحبت می‌کنند.

## طبقه‌بندی
کوتنِی به‌طور معمول یک زبان تک‌خانواده در نظر گرفته می‌شود. تلاش‌هایی برای قرار دادن کوتنی در خانواده کلان زبان‌های آلگانکی یا زبان‌های سالیش، (اخیراً با سالیش) صورت گرفته‌است، اما به‌طور کلی به عنوان اثبات شده پذیرفته نشده‌اند.